# O casamento de Dona Raposa
'
"O casamento de Dona Raposa" (em alemão: Die Hochzeit der Frau Füchsin) são duas fábulas alemãs reunidas sob o mesmo título pelos Irmãos Grimm em todas as edições da coletânea Kinder- und Hausmärchen. É o conto número 38 (KHM 38). Enquadra-se nos Tipos 65, 1350, 1352 e 1510 do Sistema Aarne-Thompson-Uther (ATU) de classificação de contos folclóricos.
A segunda história foi contada aos Grimm por Ludovico Brentano Jordis, que também escreveu "O Leão e o Sapo".

## Sinopse
Na primeira história, o Senhor Raposo tem nove caudas. Ele finge estar morto para testar a fidelidade da esposa. Dona Raposa rejeita todos os pretendentes que têm menos de nove caudas. Quando ela finalmente fica noiva de outro raposo com nove caudas, o Senhor Raposo ressurge e expulsa todos de casa, incluindo sua esposa.
Na segunda história, o Senhor Raposo morre, e a Dona Raposa é cortejada por um cachorro, um veado, uma lebre, um urso e um leão. Ela rejeita todos os pretendentes por não vestirem calças vermelhas nem terem uma boca pontuda. Quando um raposo que atende aos seus requisitos chega, ela concorda em se casar com ele, e lamenta o egoísmo de seu primeiro marido.

## Motivos
Os Grimm usaram a palavra "Zeiselschwänze" para "caudas" quando a Dona Raposa pergunta sobre seus potenciais pretendentes na primeira versão da história. O radical "schwanz" cria um duplo sentido, pois também é usada para se referir ao pênis.

## Na cultura popular
"O Casamento da Dona Raposa" foi adaptada no programa de animação japonês Clássicos dos Contos de Fadas dos Irmãos Grimm . Nesta versão, o rico Senhor Raposo é convencido por uma raposa traiçoeira que ele encontra pescando que sua linda esposa está sendo infiel e o convence a segui-la. A princípio, ele não encontra nenhuma prova de infidelidade, então a raposa traiçoeira sugere que ele finja estar morto, enganando tanto sua esposa quanto sua empregada felina. O primeiro pretendente é amigo do Senhor Raposo e a Dona Raposa está ocupada demais lamentando a morte do marido para aceitar pretendentes. Ela então pede que  para empregada mandá-lo embora. Entretanto, quando um segundo pretendente aparece, a empregada percebe que elas eventualmente ficarão sem dinheiro e convence a Dona Raposa de que ela deve encontrar um pretendente. A Dona Raposa concorda, mas afirma que o pretendente deve ter nove caudas, como seu falecido marido. Enquanto isso, o Senhor Raposo finge estar morto enquanto luta contra sua fome, embora esteja cada vez mais confiante de que sua esposa permanecerá fiel. Até que um jovem raposo rico e com nove caudas aparece e a Dona Raposa concorda, fazendo com que o Senhor Raposo fique furioso e confronte o pretendente de nove caudas, a empregada e a Dona Raposa. No entanto, a Dona Raposa aponta que ele errou ao enganar sua esposa dessa maneira, pois ela havia sido fiel a ele e só escolheu o pretendente porque pensava que ele estava morto e que ela teria que se sustentar. A empregada defende sua patroa atacando-o, pois o Senhor Raposo sempre a maltratou. O Senhor Raposo as expulsa de casa, mas percebe que agora está sozinho. A raposa traiçoeira é revelada como o diabo em seu ombro que leva alguém a fazer coisas ruins, fazendo com que o Senhor Raposo ataque o diabo apenas para destruir sua própria casa.